# Desi Arnaz
Desiderio Alberto Arnaz y de Acha III (ur. 2 marca 1917 w Santiago de Cuba, zm. 2 grudnia 1986 w Del Mar, Kalifornia) – kubański piosenkarz, aktor komediowy i producent telewizyjny.
Jedną z jego najsłynniejszych ról jest postać Ricky'ego Ricardo w amerykańskim sitcomie I Love Lucy. Zagrał tam u boku swojej żony Lucille Ball. Arnaz i Ball byli także twórcami serialu, który pierwotnie ukazał się w radiu, a dopiero później został wyprodukowany dla stacji CBS.
W 1950 roku wspólnie założyli wytwórnię Desilu Productions, odpowiedzialną za produkcję m.in. I Love Lucy, The Lucy Show, Star Trek oraz Mission: Impossible.

## Życie prywatne
Arnaz urodził się w Santiago de Cuba, jako syn Desiderio Alberto Arnaza y de Alberini II i Dolores "Lolity" de Acha y de Socias. Ojciec był najmłodszym burmistrzem Santiago oraz służył w kubańskiej Izbie Reprezentantów. Ojciec matki Arnaza był dyrektorem w firmie produkującej rum Bacardi&Co.
Arnaz był potomkiem kubańskiej szlachty, a losy swojej rodziny i życie prywatne, opisał w swojej biografii A book, wydanej w 1976 roku.

### Małżeństwa
Arnaz i Ball poznali się na planie filmowym i pobrali niedługo po zakończeniu zdjęć - 30 listopada 1940 roku. Mieli dwójkę dzieci: córkę Lucie Arnaz (ur. 1951 r.) i syna Desi'ego Arnaza Jr. (ur. 1953 r.). Para zmagała się z poważnym kryzysem w związku, na który wpływały uzależnienie od alkoholu i hazardu Arnaza. Małżeństwo zakończyło się w 1960 r. Ball i Arnaz pozostali jednak przyjaciółmi.
Drugą żonę — Edith Hirsch — Arnaz poślubił 2 marca 1963 roku. Po ślubie znacznie ograniczył swoją obecność w show-businessie. Edith zmarła w 1985 roku na raka. Po jej śmierci Arnaz, dzięki namowom swoich dzieci, podjął się leczenia swojego uzależnienia od alkoholu.
Arnaz zmarł na raka płuc 2 grudnia 1986 roku w wieku 69 lat.

## Filmografia
- Too Many Girls (1940) jako Manuelito Lynch
- Tata szuka żony (Father Takes a Wife, 1941) jako Carlos Bardez
- Four Jacks and a Jill (1942) jako Steve Sarto/ Król Stephan VIII
- The Navy Comes Through (1942) jako Pat Tarriba
- Bataan (1943) jako Felix Ramirez
- Cuban Pete (1946) jako Desi Arnaz
- Jitterumba (1947)
- Holiday in Havana (1949) jako Carlos Estrada
- I Love Lucy (1953) jako Ricky Ricardo/on sam
- The Long, Long Trailer (1954) jako Nicholas 'Nicky' Collini
- Forever, Darling (1956) jako Lorenzo Xavier Vega
- Kocham Lucy (1951-1957) jako Ricky Ricardo, Enrique Alberto Ricardo y de Acha III
- Make Room for Daddy (1959) jako Ricky Ricardo
- Sunday Showcase (1959) jako Ricky Ricardo
- Westinghouse Desilu Playhouse (1958-1960) jako Gospodarz
- The Lucy-Desi Comedy Hour (1957-1960) jako Ricky Ricardo
- The Red Skelton Show (1961) jako Gość
- Land's End (1968) jako Gość (niewymieniony w czołówce)
- The Mothers-In-Law (1967-1968) jako Raphael del Gado
- The Virginian (1970) jako El Jefe
- Ironside (1974) jako Dr. Juan Domingo
- Alice (1978) jako Paco
- Sztukmistrz (The Escape Artist, 1982) jako Burmistrz Leon Quinones

## Nagrody i wyróżnienia[1]
Złote Globy
- W 1956 otrzymał nagrodę w kategorii Najlepsze osiągnięcie telewizyjne.

Hollywood Walk of Fame
- W 1960 otrzymał główną nagrodę.